# 瓦林塔帕尼山
16°50′24″S 70°26′5″W / 16.84000°S 70.43472°W
瓦林塔帕尼山（Warintapani），是秘魯的山峰，位於該國南部莫克瓜大區的涅托元帥省和塔克納大區的坎達拉韋省，屬於安第斯山脈的一部分，海拔高度5,060米。